# Centistes diabroticae
Centistes diabroticae är en stekelart som först beskrevs av Charles Joseph Gahan 1922.  Centistes diabroticae ingår i släktet Centistes och familjen bracksteklar. Inga underarter finns listade.